# 孫樂嘉
孫樂嘉（?—?），山東省登州府蓬萊縣人，清朝政治人物、同進士出身。
光緒十八年（1892年），参加光緒壬辰科殿試，登進士三甲10名。同年五月，以主事分部学习。